# Federico Antinori
Federico Antinori (Roma, 13 gennaio 1975) è un ex cestista e allenatore di pallacanestro italiano.

## Carriera
La sua carriera da professionista inizia nei primi anni '90, venendo convocato per la prima volta nella massima serie il 26 gennaio 1992 con la maglia della Virtus Roma, nel match esterno contro la Libertas Livorno. Nel 1994 approda poi a Forlì, dove resterà fino al 1998. Da qui disputerà una stagione a Jesi nel 1999, salvo poi tornare alla Virtus Roma nel 2000.
Nel 2001 scende invece di categoria, in serie B1, dove milita fino a giugno 2008 cambiando diverse squadre fra cui Cento, Casalpusterlengo e Ozzano.
Nel 2008/09 è nel roster della Edimes Pavia, campionato di Legadue. Il 30 dicembre 2008 viene ceduto a Montecatini in Serie A Dilettanti.
Nel 2013-14 vince la Serie D con la Costa d'Orlando ed è confermato quando la squadra è ripescata in Serie C.

## Record in serie A1
- Punti - 20 (2 volte)
- Tiri da due realizzati - 6 contro Avellino
- Tiri da due tentati - 9 (2 volte)
- Tiri da tre realizzati - 3 contro Pavia
- Tiri da tre tentati - 4 (2 volte)
- Tiri liberi realizzati - 12 contro Montecatini
- Tiri liberi tentati - 15 contro Sassari
- Rimbalzi offensivi - 4 contro Pozzuoli
- Rimbalzi difensivi - 5 (2 volte)
- Rimbalzi totali - 8 contro Avellino
- Assist - 4 contro Cantù
- Palle recuperate - 7 contro Biella
- Schiacciate - 1 (2 volte)
- Minuti giocati - 40 contro Avellino

## Palmarès
- Coppa Korać: 1

Virtus Roma: 1991-92
- Supercoppa italiana: 1

Virtus Roma: 2000